# 이재환 (1937년)
이재환(1937년 4월 21일~)은 대한민국의 정치인이다. 제11·14대 국회의원을 지냈다.

## 역대 선거 결과
|  | 30.73% |

|  | 23.52% |

|  | 34.90% |

|  | 24.52% |

|  | 28.73% |